# Tennis op de Olympische Zomerspelen 1904
Tennis is een van de sporten die beoefend werden tijdens de Olympische Zomerspelen 1904 in St. Louis.

## Medailles

### Medaillewinnaars
| Onderdeel        | Goud | Goud                       | Zilver | Zilver                     | Brons | Brons                       |
| ---------------- | ---- | -------------------------- | ------ | -------------------------- | ----- | --------------------------- |
| Mannenenkelspel  | USA  | Beals Wright               | USA    | Robert LeRoy               | USA   | Alphonzo Bell               |
| Mannenenkelspel  | USA  | Beals Wright               | USA    | Robert LeRoy               | USA   | Edgar Leonard               |
| Mannendubbelspel | USA  | Beals Wright Edgar Leonard | USA    | Robert LeRoy Alphonzo Bell | USA   | Clarence Gamble Arthur Wear |
| Mannendubbelspel | USA  | Beals Wright Edgar Leonard | USA    | Robert LeRoy Alphonzo Bell | USA   | Joseph Wear Allen West      |

### Medaillespiegel
| Rang   | Land             | Goud | Zilver | Brons | Totaal |
| ------ | ---------------- | ---- | ------ | ----- | ------ |
| 1      | Verenigde Staten | 2    | 2      | 4     | 8      |
| Totaal | Totaal           | 2    | 2      | 4     | 8      |

Athene 1896 · 
Parijs 1900 · 
St. Louis 1904 · 
Athene 1906 ·
Londen 1908 · 
Stockholm 1912 · 
Antwerpen 1920 · 
Parijs 1924 · 
Mexico-stad 1968 (demonstratie) · 
Los Angeles 1984 (demonstratie) · 
Seoel 1988 · 
Barcelona 1992 · 
Atlanta 1996 · 
Sydney 2000 · 
Athene 2004 · 
Peking 2008 · 
Londen 2012 · 
Rio de Janeiro 2016  · 
Tokio 2020  · 
Parijs 2024  · 
Los Angeles 2028 
Medaillewinnaars
Atletiek · Basketbal (demonstratie) · Boksen · Boogschieten · Gewichtheffen · Golf · Lacrosse · Roeien · Roque · Schermen · Schoonspringen · Tennis · Touwtrekken · Turnen · Voetbal · Waterpolo · Wielersport · Worstelen · Zwemmen